# Juan Eduardo Hohberg
Juan Eduardo Hohberg (Alejo Ledesma, Córdoba, 8 de octubre de 1927-Lima, 30 de abril de 1996) fue un futbolista y entrenador argentino nacionalizado uruguayo. Histórico delantero de Peñarol que se destacó en el fútbol uruguayo y sudamericano de los años 50.
Hohberg fue un jugador vigoroso, de gran exuberancia física, poseedor de un potente remate e irrenunciable coraje. Fue un futbolista adorado por los hinchas de su equipo y respetado por sus adversarios. Se destacó en la Selección Uruguaya que ocupó el 4º lugar en mundial Suiza 1954. Recordado por el segundo gol que le hizo a Hungría en donde sufre un paro cardíaco siendo luego reanimado y jugando el tiempo suplementario. Es abuelo del futbolista Alejandro Hohberg quien juega actualmente en el Sporting Cristal de la Liga1 de Perú.

## Biografía
Juan Eduardo Hohberg nació el 8 de octubre de 1927 en el pueblo Alejo Ledesma, ubicado en el departamento Marcos Juárez, en el sudeste de la provincia de Córdoba.

## Trayectoria

### Como jugador
Se inició en las divisiones menores del Central Córdoba jugando de portero, siendo suplente, en un Campeonato de Menores realizado en las afueras de Rosario, como había solo once jugadores para enfrentar a un rival (Sparta) por el torneo de sexta división, lo colocan de centrodelantero, convierte dos goles y a partir de allí le dice adiós al arco. Tras sus buenas actuaciones en la segunda división, es fichado por Rosario Central, debutando en Primera División a los 20 años. En 1949, luego de anotarle 2 goles a Peñarol en la final de un torneo internacional amistoso, es contratado por el equipo "mirasol", en donde se convertiría en gran figura ganando siete Campeonatos Uruguayos: 1949, 1951, 1953, 1954, 1958, 1959 y 1960.
Hohberg anotó tres goles como jugador de la selección uruguaya en el Mundial 1954 en Suiza, incluyendo dos en uno de los partidos más emocionantes de la historia de la Copa Mundial de Fútbol, en la semifinal frente a Hungría. El jugador uruguayo falleció legalmente al celebrar un gol y consiguieron que resucitara. Su empuje y coraje le permitió anotar su segundo gol en el minuto 86 prolongando el partido a un tiempo extra, donde finalmente Hungría mediante centros hizo prevalecer su superioridad ganando por 4-2 con dos goles de Sándor Kocsis.
En 1958 su pasaje al fútbol de Portugal para defender al Sporting de Lisboa se frustró por problemas con el cupo de extranjeros. Al retornar con su familia, el avión DC-6 en que viajaba tuvo un serio accidente por fallas mecánicas, cayendo al agua en Isla Grande, cerca de Río de Janeiro, salvando milagrosamente su vida, perdiendo todas sus pertenencias.
El episodio lo impactó y abandonó el fútbol. La hinchada de Peñarol lo recuperó volviendo a jugar durante 10 partidos que resultaron decisivos para conquistar el Campeonato Uruguaya de 1958, inicio del primer Quinquenio. Continuó en el club hasta alcanzar la Copa Libertadores de 1960.
En 1961 juega por el Cúcuta Deportivo de Colombia, anotando 19 goles en su última temporada. Su último partido oficial fue en Racing de Montevideo en el Parque Roberto ante Fénix en el año 1967, donde ya se desempeñaba como técnico y fue convencido para jugar como despedida frente a Peñarol lo que a la postre no se da porque le niegan la ficha médica a raíz del infarto sufrido en 1954 después del segundo gol a Hungría.

### Como entrenador
Se inició como entrenador del Cúcuta Deportivo, en 1962-1963 asume como técnico del Atlético Nacional de Medellín hasta 1966, a pedido de los propios compañeros del plantel. Luego tendría una dilatada carrera como DT en clubes como Panathinaikos FC de Grecia, Racing Club de Montevideo, Rampla Juniors, Bella Vista y Peñarol; tuvo un pasaje como técnico de Nacional de Montevideo en el año 1976 antes de tomar la dirección técnica del Seleccionado uruguayo de Uruguay a fines de 1976 hasta marzo de 1977; donde recala en Perú para dirigir al Alianza Lima campeón en 1977 y 1978, con Universitario campeón en 1974, Deportivo Municipal, Sport Boys y Juan Aurich. Emelec, Barcelona de Guayaquil y Liga de Quito de Ecuador y el mexicano Atlético Español. En un balance de su trayectoria los lauros conquistados fueron muchos más que los infaltables reveses.
Hohberg fue el director Técnico de la Selección de fútbol de Uruguay en la Copa Mundial de Fútbol de 1970 en México, ocupando el cuarto lugar. Y también dirigió a la otra Selección de fútbol de Uruguay en la eliminatoria del mundial 1978.
Desde 1977 luego de la eliminatorias de marzo dejó Uruguay para radicarse con su familia en Lima, Perú, donde viviría y moriría el 30 de abril de 1996. Sus restos descansan en los Jardines de la Paz - Monterrico, Lima.

## Selección nacional

### Participaciones en Copas del Mundo
| Mundial                        | Sede  | Resultado | Partidos | Goles |
| ------------------------------ | ----- | --------- | -------- | ----- |
| Copa Mundial de Fútbol de 1954 | Suiza | 4° puesto | 4        | 3     |

## Clubes

### Como futbolista
| Equipo                     | País                 | Temporadas | Partidos | Goles | Promedio |
| -------------------------- | -------------------- | ---------- | -------- | ----- | -------- |
| Central Córdoba de Rosario | Argentina            | 1946       | 25       | 17    | 0.68     |
| Rosario Central            | Argentina            | 1946-1948  | 58       | 33    | 0.57     |
| Peñarol                    | Uruguay              | 1949-1960  | 358      | 248   | 0.69     |
| Cúcuta Deportivo           | Colombia             | 1961-1962  | 37       | 19    | 0.51     |
| Atlético Nacional          | Colombia             | 1965-1966  | 9        | 2     | 0.22     |
| Selección de Uruguay       | Selección de Uruguay | 1954-1959  | 8        | 4     | 0.5      |
| Total carrera              | Total carrera        | 1945-1966  | 495      | 323   | 0.65     |

### Como entrenador
| Club                           | País     | Temporadas | Partidos | Ganados | Empatados | Perdidos | Promedio |
| ------------------------------ | -------- | ---------- | -------- | ------- | --------- | -------- | -------- |
| Atlético Nacional              | Colombia | 1964-1966  | 148      | 54      | 40        | 54       | 45.5%    |
| Racing de Montevideo           | Uruguay  | 1967       | 18       | 3       | 12        | 3        | 38.89%   |
| Panathinaikos FC               | Grecia   | 1967-1969  | 34       | 17      | 11        | 6        | 60.78%   |
| Selección de fútbol de Uruguay | Uruguay  | 1969-1970  | 17       | 8       | 3         | 6        | 52.94%   |
| Peñarol                        | Uruguay  | 1971       | 22       | 13      | 6         | 3        | 68.18%   |
| Sport Boys Association         | Perú     | 1972       | 41       | 13      | 15        | 13       | 50%      |
| San Luis                       | México   | 1973       | 34       | 11      | 9         | 14       | 41.17%   |
| Universitario de Deportes      | Perú     | 1974-1975  | 62       | 35      | 20        | 7        | 67.2%    |
| Atlético Español               | México   | 1975       | 19       | 6       | 8         | 5        | 45.62%   |
| Nacional                       | Uruguay  | 1976       | 36       | 19      | 8         | 9        | 60.19%   |
| Selección de fútbol de Uruguay | Uruguay  | 1976-1977  | 11       | 3       | 7         | 1        | 37.88%   |
| Alianza Lima                   | Perú     | 1977-1978  | 89       | 51      | 19        | 19       | 64.42%   |
| Millonarios de Bogotá          | Colombia | 1979       | 27       | 11      | 5         | 11       | 46.91%   |
| Danubio                        | Uruguay  | 1980       | 26       | 8       | 10        | 8        | 43.59%   |
| Selección de fútbol de Ecuador | Ecuador  | 1981       | 6        | 1       | 1         | 4        | 22.23%   |
| Emelec                         | Ecuador  | 1982       | 18       | 8       | 4         | 6        | 51.85%   |
| Juan Aurich                    | Perú     | 1982       | 11       | 4       | 4         | 3        | 48.48%   |
| Deportivo Municipal            | Perú     | 1983       | 37       | 16      | 13        | 8        | 54.95%   |
| Sport Boys Association         | Perú     | 1985       | 9        | 0       | 5         | 4        | 0%       |
| Barcelona de Guayaquil         | Ecuador  | 1986       | 19       | 11      | 3         | 5        | 63.15%   |
| Liga Deportiva Universitaria   | Ecuador  | 1988       | 34       | 20      | 9         | 5        | 67.64%   |
| Deportivo Municipal            | Perú     | 1991-1992  | 63       | 21      | 21        | 21       | 25.3%    |
| TOTAL                          | TOTAL    | TOTAL      | 781      | 333     | 233       | 215      | 52.58%   |

## Palmarés

### Como jugador

#### Campeonatos nacionales
| Título                                   | Club    | País    | Año  |
| ---------------------------------------- | ------- | ------- | ---- |
| Torneo Competencia (1)                   | Peñarol | Uruguay | 1949 |
| Campeonato Uruguayo (1)                  | Peñarol | Uruguay | 1949 |
| Torneo Competencia (2)                   | Peñarol | Uruguay | 1951 |
| Campeonato Uruguayo (2)                  | Peñarol | Uruguay | 1951 |
| Torneo Competencia (3)                   | Peñarol | Uruguay | 1953 |
| Campeonato Uruguayo (3)                  | Peñarol | Uruguay | 1953 |
| Torneo Campeones Sudamericanos Juveniles | Peñarol | Uruguay | 1954 |
| Campeonato Uruguayo (4)                  | Peñarol | Uruguay | 1954 |
| Torneo Competencia (4)                   | Peñarol | Uruguay | 1956 |
| Torneo Competencia (5)                   | Peñarol | Uruguay | 1957 |
| Campeonato Uruguayo (5)                  | Peñarol | Uruguay | 1958 |
| Campeonato Uruguayo (6)                  | Peñarol | Uruguay | 1959 |
| Torneo Cuadrangular                      | Peñarol | Uruguay | 1959 |
| Campeonato Uruguayo (7)                  | Peñarol | Uruguay | 1960 |

#### Torneos internacionales
| Título            | Club    | País    | Año  |
| ----------------- | ------- | ------- | ---- |
| Copa Libertadores | Peñarol | Uruguay | 1960 |

Otros logros:
- Subcampeón de la Copa Intercontinental 1960 con Peñarol.

### Como entrenador
| Título       | Club          | País | Año  |
| ------------ | ------------- | ---- | ---- |
| Liga Peruana | Universitario | Perú | 1974 |
| Liga Peruana | Alianza Lima  | Perú | 1977 |
| Liga Peruana | Alianza Lima  | Perú | 1978 |

### Distinciones individuales
| Distinción                                         | Año  |
| -------------------------------------------------- | ---- |
| Máximo goleador del Campeonato Uruguayo (16 goles) | 1951 |
| Máximo goleador del Campeonato Uruguayo (17 goles) | 1953 |